# François-Annibal de Béthune
Pour les autres membres de la famille, voir Maison de Béthune.
François-Annibal de Béthune, né vers 1642 ou 1643 et mort le 19 octobre 1732), est un officier de marine et aristocrate français des XVIIe et XVIIIe siècles. Il sert dans la Marine royale pendant la guerre de Hollande et parvient au grade de chef d'escadre.

## Biographie

### Origines et famille
François-Annibal de Béthune descend d'une branche cadette et désargentée de la maison de Béthune, une puissante famille de la noblesse française et européenne. Il est le cinquième fils de Hippolyte de Béthune, comte de Selles, marquis de Chabris dit le comte de Bethune. Son père est Conseiller d’État d'épée, gouverneur des villes et châteaux de Romorantin et de Millançay, chevalier des ordres du roi et chevalier d'honneur de la reine Marie-Thérèse d'Autriche. Il est le petit-neveu de Sully. Sa mère, Anne-Marie de Beauvilliers (v. 1610, à Beauvilliers, Oise - 12 novembre 1698), descend de la maison de Beauvilliers, une ancienne maison du Pays Chartrain. Son frère cadet Hyppolite sera évêque de Verdun.

### Carrière militaire
Il se marier avec Renée Leborgne de Lesquisiou (v. 1643-décembre 1709) veuve de Robert Louet, seigneur de Coetjanval. De cette union naît une fille, Jacqueline ou Jeanne-Louise de Béthune.
Il entre dans la Marine royale et prend part à la guerre de Hollande. En 1676, il fait partie de la flotte française, placée sous les ordres d'Abraham Duquesne, lutter contre la flotte hollandaise de l'amiral Ruyter, au large de la Sicile.
Le 8 janvier 1676, il commande la Sirène (46 canons) dans le corps de bataille français. Ses matelots sont Le Sage du chevalier de Langeron et Le Pompeux du Commandeur de Valbelle. Le 22 avril, il est à la bataille d'Agosta, toujours à bord de La Sirène. C'est lui qui, le 18 et le 20 avril, par les deux lettres qu'il enovoie au duc de Vivonne, apprend à ce dernier que la flotte hollandaise était en vue d'Agosta et qu'elle se préparait à attaquer cette ville par la mer. Il joue donc un rôle décisif dans le déclenchement de l'attaque. En apprenant la nouvelle Vivonne réunit son conseil de guerre, et l'assaut a lieu le surlendemain. Dans ses Mémoires, Villette-Mursay écrit : «…le chevalier De Béthune qui avait été assiégé par les ennemis dans le port d'Angouste (sic), se trouvant en liberté par l'approche de notre armée, avait pris son poste dans la division de Monsieur Duquesne, un moment avant que le combat commençât… ». Enfin, il est à la bataille de Palerme le 2 juin.
Il est promu chef d'escadre de Guyenne, en 1682, en remplacement de Tourville, devenu lieutenant général des armées navales. Il est reçu chevalier de grâce de l'Ordre de Saint-Lazare de Jérusalem en 1683, à l'âge de quarante ans. Au printemps 1728, il obtient l'expectative de Commandeur de Saint-Louis. Il meurt le 19 octobre 1732 à l'âge de 90 ans environ.
Son neveu, Louis de Béthune parviendra au rang de Lieutenant général des armées navales.

### Sources et bibliographie
- Louis Moréri, Supplement au grand Dictionnaire historique, genealogique, geografique, &c. de M. Louis Moreri : pour servir a la derniere edition de l'an 1732 & aux precedentes, vol. 1, Paris, chez La Veuve Lemercier, 1735, 799 p. (lire en ligne), p. 127
- Anselme de Sainte-Marie, Histoire de la Maison Royale de France, et des grands officiers de la Couronne, Paris, libr. associés, 1726 (lire en ligne), p. 224
- Eugène Sue, Histoire de la Marine française, Dépôt de la libraire, 1845, 111 p. (lire en ligne)